# Sài Tang
Sài Tang (chữ Hán giản thể: 柴桑区) là một khu (quận) thuộc địa cấp thị Cửu Giang, tỉnh Giang Tây, Trung Quốc, được thành lập ngày 16 tháng 6 năm 2014 trên cơ sở huyện cũ Cửu Giang (chữ Hán giản thể: 九江县). Quận này có diện tích 911 ki-lô-mét vuông, dân số năm 2003 là 349.000 người.

## Lịch sử
Năm 201 TCN Hán Cao Tổ cho lập huyện Sài Tang, thuộc quận Dự Chương.
Năm Thái Thanh thứ 2 (548), Lương Vũ Đế phân chia huyện Sài Tang để lập thêm huyện Nhữ Nam, đều cho thuộc về quận Tầm Dương, Giang Châu.
Năm Khai Hoàng thứ 18 (598), Tùy Văn Đế cho đổi thành huyện Bành Lễ, trực thuộc Giang Châu.
Năm Đại Nghiệp thứ 3 (607), Tùy Dạng Đế bãi bỏ châu đổi thành quận Cửu Giang, và đổi huyện Bành Lễ thành huyện Bồn Thành.
Năm Vũ Đức thứ 4 (621) Đường Cao Tổ phế bỏ quận phục hồi châu, chia huyện Bồn Thành để lập thêm huyện Tầm Dương, năm sau chia tiếp huyện Bồn Thành để lập thêm huyện Sở Thành, đều thuộc Giang Châu. Năm Vũ Đức thứ 8 (625) bỏ huyện Bồn Thành, năm Trinh Quán thứ 8 (634) Đường Thái Tông bỏ tiếp huyện Sở Thành, cả hai đều nhập về huyện Tầm Dương.
Năm Thăng Nguyên thứ 3 (939), Nam Đường Liệt Tổ Lý Biện cho đổi tên huyện Tầm Dương thành huyện Đức Hóa, thuộc quận Phụng Hóa, Giang Châu.
Tháng 1 năm 1914, do có các huyện trùng tên tại Phúc Kiến, Tứ Xuyên nên chính quyền Trung Hoa Dân Quốc đổi huyện Đức Hóa thành huyện Cửu Giang, trực thuộc đạo Cống Bắc (đạo Tầm Dương).
Ngày 15 tháng 6 năm 1949 thành lập huyện chính quyền nhân dân, thuộc phân khu hành chính đốc tra chuyên viên công thự Cửu Giang; tháng 7 năm 1983 thuộc địa cấp thị Cửu Giang. Ngày 16 tháng 6 năm 2014, bỏ huyện Cửu Giang để thành lập khu (quận) Giang Châu.

## Hành chính
Sài Tang được chia ra làm 12 đơn vị hành chính cấp hương, gồm 3 nhai đạo, 5 trấn và 4 hương. Ngoài ra quận này còn quản lí 4 đơn vị tương đương cấp hương khác
- Nhai đạo: Sa Hà (沙河街道), Sư Tử (狮子街道), Thành Môn (城门街道)
- Trấn: Mã Hồi Lĩnh (马回岭镇), Giang Châu (江洲镇), Thành Tử (城子镇), Cảng Khẩu Nhai (港口街镇), Tân Hợp (新合镇)
- Hương: Vĩnh An (永安乡), Dũng Tuyền (涌泉乡), Tân Đường (新塘乡), Mân Sơn (岷山乡)

Đơn vị ngang cấp hương khác
- Khu khai phát kinh tế kĩ thuật Sa Hà (沙河经济技术开发区)
- Khu trồng trọt Tân Châu (新洲垦殖场)
- Khu nuôi thủy sản Trại Thành Hồ (赛城湖水产场)
- Lâm trường Mân Sơn (岷山林场)